# Гетто в Смолевичах (Минская область)
Гетто в Смолеви́чах (Минская область) (август 1941 — 13 сентября 1941) — еврейское гетто, место принудительного переселения евреев посёлка Смолевичи Минской области и близлежащих населённых пунктов в процессе преследования и уничтожения евреев во время оккупации территории Белоруссии войсками нацистской Германии в период Второй мировой войны.

## Оккупация Смолевич и создание гетто

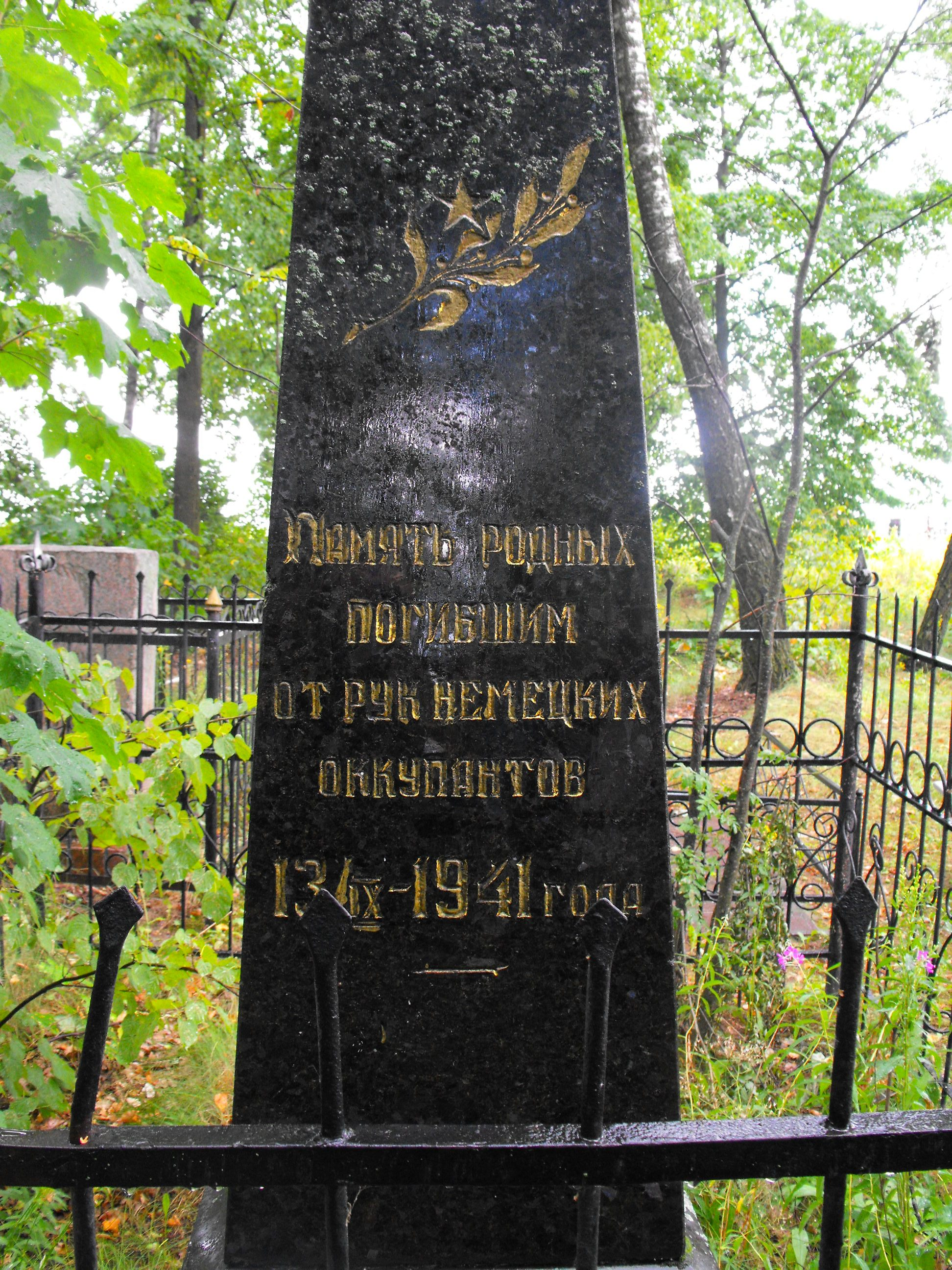
Памятник на еврейском кладбище на месте перезахоронения части останков евреев, убитых осенью 1941 года

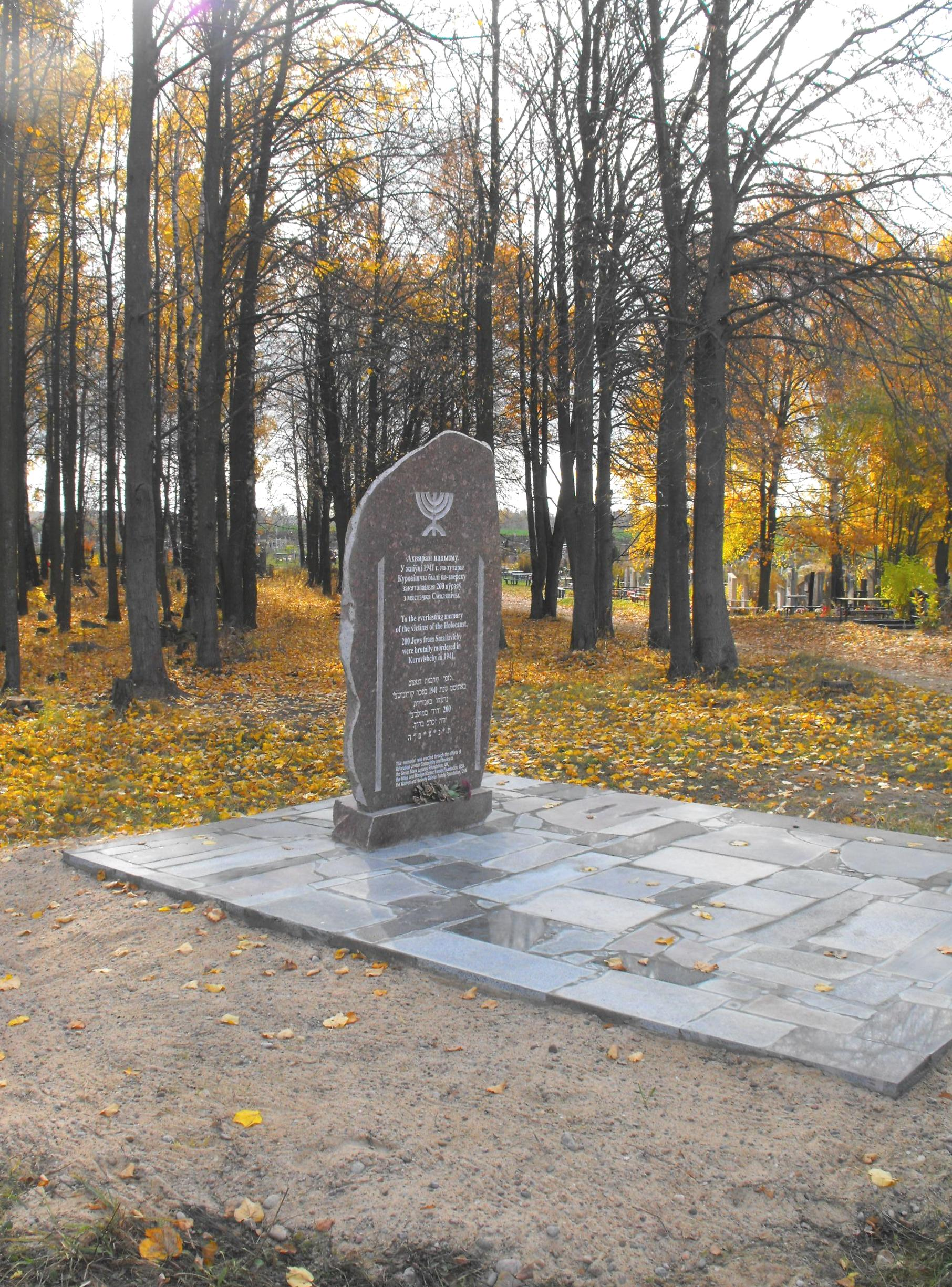
Мемориальный знак в память 200 евреев, убитых в августе 1941 года возле хутора Куровищи

Посёлок Смолевичи был захвачен немецкими войсками 26 июня 1941 года, и оккупация продлилась более трех лет до — 2 июля 1944 года.
Первой жертвой нацистов в Смолевичах стал еврей Фрайкин, которого через несколько дней после оккупации застрелил немец на улице из проезжающего через местечко танка. Убитый, он лежал на дороге, и только через три дня немецкий комендант разрешил родным похоронить его.
В первые же дни после оккупации евреям под страхом смерти запретили появляться без нашитых спереди и сзади на верхней одежде желтых кругов.
Реализуя нацистскую программу уничтожения евреев, к началу августа 1941 года немцы организовали в местечке гетто.

## Условия в гетто
Гетто находилось на Церковном переулке, занимало территорию от улицы Советской до автобусного парка и было огорожено несколькими рядами колючей проволоки.
Немцы и полицейские постоянно и без причины избивали людей и всячески издевались над ними, могли отрезать ребёнку ухо или палец. Также узников мучали и убивали голод и жажда.

## Уничтожение гетто
Немцы очень серьёзно относились к возможности еврейского сопротивления, и поэтому в большинстве случаев в первую очередь убивали в гетто или ещё до его создания евреев-мужчин в возрасте от 15 до 50 лет — несмотря на экономическую нецелесообразность, так как это были самые трудоспособные узники. По этой причине 10 августа 1941 года немцы отобрали в Смолевичах молодых, образованных и также немолодых, но ещё сильных евреев-мужчин (врачей, инженеров, учителей) — примерно 200 человек. Их выстроили в колонну и погнали по улице Советской (тогда эту улицу в просторечии называли «Варшавкой»). Колонну охраняли полицаи и немцы с овчарками. Обреченных людей привели за еврейское кладбище, за лесок «Силичев лес», к заброшенному хутору Куровище (справа от улицы, если двигаться в сторону Жодино) и расстреляли. Когда погреб в доме на хуторе заполнился телами убитых, остальных расстреляли и закопали в окопе, который был рядом.
Последние узники гетто были убиты 13 сентября 1941 года возле деревни Апуток (ныне не существующей). По показаниям многочисленных свидетелей и материалам комиссии ЧГК, около 2000 евреев под предлогом перевода в поселок Смиловичи были выстроены в колонну шириной 5-6 человек и выведены из Смолевичей. По свидетельским показаниям, людей было так много, что эта колонна пересекала железнодорожные пути с 8 утра до обеда. В районе деревни Апуток полицаи, охранявшие колонну, повернули её к холму, в народе называемому «еврейской горой». Там уже была выкопана расстрельная яма. Людей заставляли раздеваться до нижнего белья, отводили группами по 30-40 человек к яме и расстреливали. В этом убийстве участвовали и солдаты вермахта. После «акции» (таким эвфемизмом нацисты называли организованные ими массовые убийства) немцы привезли на двух грузовиках крестьян из деревни Черница, которым приказали закопать яму.
Весной 1943 года немцы вскрыли могилу и сжигали останки убитых.

## Случаи спасения
В сентябре 1941 года местная учительница Родова Роза Исаковна с дочкой Инессой находилась в колонне евреев, которую вели на расстрел. На улице Первомайской родители одного из неё учеников приоткрыли калитку, втащили их себе во двор и спрятали.
Во время расстрела 13 сентября 1941 года несколько человек сумели сбежать — в том числе Роза Родова, Мария Розенгауз, Моисей Фридман.

## Память
В конце 1940-х — начале 1950-х годов оставшиеся в живых евреи Смолевичей и родственники убитых перевезли на грузовике часть останков расстрелянных евреев у Апутка и захоронили на еврейском кладбище у деревни Рябый Слуп. И там на собранные ими же деньги был установлен памятник убитым в Апутке евреям, который в 2006 году был заменен на новый.
Место, где находятся останки евреев, расстрелянных 10 августа 1941 года на хуторе Куровщина, не вскрывалось и их прах до сих пор находится на месте расстрела. Им в 2013 году установлен символический памятник около еврейского кладбища Смолевич.
В 2023 году был установлен памятник на улице Советской рядом с территорией бывшего гетто.
Опубликованы неполные списки жертв геноцида евреев в Смолевичах.

## Комментарии
1. ↑  В русском языке за служащими коллаборационистских полицейских органов закрепилось разговорное уничижительное название полица́й (во множественном числе — полица́и).